# Іванов Костянтин Геннадійович
Костянтин Геннадійович Іванов (нар. 1890, місто Зубцов, тепер Тверська область, Російська Федерація — ?) — радянський діяч, залізничник, начальник кількох залізниць, у тому числі Катерининської залізниці; голова Свердловської міської ради.

## Біографія
Народився у травні 1890 року. Закінчив міське училище. Трудову діяльність розпочав у 1908 році робітником і контролером-механіком на підприємствах Санкт-Петербурга і Донбасу.
У 1917 році — у Червоній гвардії міста Катеринослава. Учасник Громадянської війни в Росії.
Член РКП(б) з 1918.
У 1918 році — член колегії Народного комісаріату шляхів сполучення Української СРР.
У 1920—1921 роках — завідувач відділу розподілу палива, начальник управління служби зв'язку Катерининської залізниці; заступник завідувача технічного відділу Катеринославської губернської ради народного господарства (раднаргоспу).
У 1922 році — голова Катеринославської губернської ради народного господарства (раднаргоспу).
У 1922—1924 роках — уповноважений Народного комісаріату шляхів сполучення СРСР по Катерининській залізниці. Одночасно, у 1923—1924 роках — голова правління Катерининської залізниці у місті Катеринославі.
У листопаді 1924 — травні 1928 року — уповноважений Народного комісаріату шляхів сполучення СРСР і голова правління Курської залізниці.
У травні 1928 — серпні 1930 року — уповноважений Народного комісаріату шляхів сполучення СРСР і голова правління Північно-Кавказької залізниці.
У серпні 1930 — березні 1931 року — начальник Закавказької залізниці.
У березні 1931 — грудні 1932 року — начальник Пермської залізниці.
У серпні 1933 — 1 липня 1934 року — голова Свердловської міської ради робітничих, селянських і червоноармійських депутатів Уральської області.
З липня 1934 року — у розпорядженні Народного комісаріату важкої промисловості СРСР. Подальша доля невідома.